# Albaner in Kanada
Die Albaner in Kanada (albanisch Shqiptarët në Kanada, englisch Albanians in Canada oder auch Canada Albanians beziehungsweise Albanian Canadian) sind eine ethnische Minderheit und Teil der albanischen Diaspora. Ihre Angehörigen besitzen teils die kanadische Staatsbürgerschaft, teils die ihres Herkunftslandes. Die Albaner kommen nicht nur aus Albanien, sondern auch aus weiteren Ländern mit großem albanischem Bevölkerungsanteil wie dem Kosovo, Nordmazedonien, Griechenland, Serbien, Montenegro und Italien. Die Albaner in Kanada haben unterschiedliche Religionen und sind orthodoxe Christen, evangelisch, katholisch, sunnitisch-muslimisch oder Bektaschi.

## Demografie
Bei der kanadischen Volkszählung 2011 deklarierten insgesamt 28.270 Personen eine albanische Abstammung. Regionen mit einem hohen albanischen Bevölkerungsanteil sind die Städte Toronto, Montreal und Edmonton.

## Vereine
In Kanada sind in den letzten Jahren viele albanische Organisationen entstanden, deren Ziel es ist, die ethnische Gemeinschaft in Kanada an ihre albanische Identität zu erinnern. Viele dieser Organisationen sind in Toronto ansässig. Zu den größten Verbänden gehören die Albanian Muslim Society of Toronto (gegründet 1954) und die Albanian-Canadian Community Association of Toronto (gegründet 1990). Es gibt auch andere berühmte Organisationen wie die Albanisch-Kanadische Organisation von Ottawa.

## Bekannte Albaner aus Kanada
- Tie Domi (* 1969), Eishockeyspieler
- Arlind Ferhati, Fußballspieler
- Elliott Moglica, Fichter, Journalist, Menschenrechtsaktivist
- Ana Golja, Präsidentin der Albanian-Canadian Community Association of Toronto
- Ira Metani,  Buchautorin
- Max Domi (* 1995), Eishockeyspieler